# Garde alternée (film, 2017)
Pour l’article homonyme, voir Garde alternée.
Pour plus de détails, voir Fiche technique et Distribution.
Garde alternée est un film français réalisé par Alexandra Leclère, sorti en 2017.

## Synopsis
Sandrine (Valérie Bonneton), mariée depuis quinze ans, deux enfants, découvre que son mari Jean (Didier Bourdon) a une relation extraconjugale. Passé le choc, elle décide de rencontrer sa rivale, Virginie (Isabelle Carré), et lui propose un étrange marché : prendre Jean en garde alternée. Les deux femmes se mettent d'accord et imposent à leur homme ce nouveau mode de vie. 

## Fiche technique
- Titre : Garde alternée
- Réalisation et scénario : Alexandra Leclère
- Musique : Mathieu Lamboley
- Production : Philippe Godeau
- Sociétés de production : Pan-Européenne, France 2 Cinéma
- SOFICA : A+ Images 8, Indéfilms 6, LBPI 11, Manon 8, Palatine Etoile 15
- Société de distribution  : Wild Bunch
- Exportation / Vente internationale :  Wild Bunch
- Pays de production :  France
- Genre : comédie
- Durée : 104 minutes
- Date de sortie :
  - France : 20 décembre 2017

## Distribution
- Didier Bourdon : Jean, professeur de littérature à l'université
- Valérie Bonneton : Sandrine, épouse de Jean, professeure de violon
- Isabelle Carré : Virginie, libraire, maîtresse de Jean
- Hélène Vincent : mère de Sandrine
- Laurent Stocker :  Michel, ami et collègue de Jean, professeur d'histoire de l'art
- Michel Vuillermoz : Félix, homosexuel, collègue de Virginie
- Jackie Berroyer : père de Sandrine, volage
- Billie Blain : Jeanne, fille de Jean et Sandrine, adolescente rebelle végétarienne
- Marty Berreby : Antoine, fils de Jean et Sandrine
- Agnès Hurstel : Juliette, étudiante amoureuse de Jean
- Lise Lamétrie : l'institutrice
- François Pérache : le médecin